# Breaking News (Film)
Breaking News (Originaltitel chinesisch 大事件, Pinyin Dà shìjiàn, Jyutping Daai6 si6gin6*2, kantonesisch Dai Si Gein – „Großereignis, großer Vorfall“) ist ein Actionthriller aus dem Jahr 2003. Gedreht wurde der Film in Hongkong. Produzent und Regisseur war Johnnie To. Im Jahr 2009 wurde in Russland der auf Breaking News basierende Action-Thriller Newsmakers von Anders Banke gedreht.

## Handlung
In Hongkong endet eine Verfolgungsjagd der Polizei vor laufenden Fernsehkameras in einem blutigen Desaster auf offener Straße. Unter anderem wird gefilmt, wie ein Polizist vor den schwer bewaffneten Räubern auf Knien um sein Leben fleht. Inspektor Rebecca Fong aus der Abteilung Öffentlichkeitsarbeit der Polizei versucht den Imageschaden zu begrenzen, indem sie für die Massenmedien einen spektakulären Zugriff auf die in einem Hochhaus verschanzte Gangsterbande inszeniert. Inspektor Cheung, Leiter einer achtköpfigen Spezialeinheit der Polizei, der den Gangstern bereits seit der Schießerei auf den Fersen ist, befindet sich mit seinen Leuten ebenfalls in dem Hochhaus und ist bereit zum Zugriff. Doch derweil wird der Ausnahmezustand ausgerufen, rücken hunderte Polizisten und Spezialeinheiten vor dem Hochhaus an, im Schlepptau dutzende von Reportern. Doch der von der Polizei geplante, für die Medien mit Musik unterlegte Zugriff, verläuft nicht so wie gedacht, denn Inspektor Cheung macht bei der Medien Inszenierung nicht mit und will allein die Gangster, die sich derweil mit weiteren Gangstern im Hochhaus verbündet und Geiseln haben, überwältigen. Über Internet verhandeln die Gangster mit Fong von der Polizei, dabei wird dem Gangsterboss Yuan jedoch klar, dass die Polizeieinheiten unbedingt einen Zugriff ausführen wollen. Kurze Zeit später stürmt eine erste Spezialeinheit der Polizei das Hochhaus, das zuvor evakuiert wurde, jedoch können die Gangster um Yuan die Spezialeinheit überraschend besiegen. Dies filmen sie zudem mit einer Webcam und stellen es in das Internet, eine erneute Blamage der Polizei ist die Folge, denn das Video erscheint umgehend im Fernsehen. In dem folgenden Chaos gelingt es den Gangstern die Wohnung, in der sie sich verschanzt hatten, zu verlassen, ihre Geiseln lassen sie dabei unversehrt zurück. Nun schlägt die Stunde von Inspektor Cheung und seinen Leuten, die gemeinsam mit weiteren Spezialeinheiten der Polizei einige Gangster in dem Hochhaus überwältigen können, dabei gibt es Tote auf beiden Seiten. Auf abenteuerlicher Weise gelingt Yuan jedoch die Flucht aus dem Hochhaus, obwohl noch immer hunderte Polizisten und Journalisten vor und in dem Hochhaus warten. Doch Inspektor Cheung kann mit ein paar seiner Leuten und Inspektor Fong die Fährte von Yuan aufnehmen. Der hat derweil mehrere Menschen in einem Bus als Geisel genommen und fährt mit ihnen durch Hongkong. Cheung kann ihn jedoch mit einem Motorrad verfolgen, im Schlepptau hat er weitere Polizeieinheiten in schwer gepanzerten Wagen. Nach einer Weile stoppt der Bus von Yuan vor einem Bürogebäude, es wird klar, dass er ein Auftragsmörder ist und trotz der ausweglosen Lage den Mord an seinem Ziel, einen älteren Mann begehen will. Doch bevor es so weit kommt, wird er von Cheung und den anderen Polizisten erschossen. Die Polizei feiert dieses in den Medien anschließend als riesigen Erfolg, trotzdem ist ihr Ansehen nachhaltig geschädigt.

## Auszeichnungen
Der Film wurde im Jahr 2004 bei dem Cannes Film Festival in der Kategorie „Official Selection“ ausgezeichnet. Im selben Jahr bekam der Film zudem den Golden Horse Award.

## Kritiken
Björn Becher von Filmstarts.de sieht in dem Actionthriller den bisher besten Film von Johnnie To, für den er zu Recht Regiepreise gewonnen habe.